# Tone (Japanse rivier)
De Tone (利根川, Tone-gawa) is met een lengte van 322 km de op een na langste rivier van Japan. De rivier ontspringt in het Echigogebergte, stroomt ten noorden van Tokio en mondt uit in de Grote Oceaan nabij de stad Choshi en Kaap Inubo.